# Конвой Трук – Балікпапан (05.02.44 – 15.02.44)
Конвой Трук — Балікпапан (05.02.44 — 15.02.44) — японський конвой часів Другої світової війни, проведення якого відбувалось у лютому 1944.
Вихідним пунктом конвою був атол Трук у центральній частині Каролінських островів, де до лютого 1944-го була головна база японського ВМФ у Океанії та транспортний хаб, що забезпечував постачання Рабаула (головна передова база в архіпелазі Бісмарка, з якої провадились операції на Соломонових островах та сході Нової Гвінеї) та східної Мікронезії. Пунктом призначення став один з головних центрів нафтовидобувної промисловості Південно-Східної Азії Балікпапан, розташований на східному узбережжі острова Борнео.
До складу конвою увійшли танкери «Кйокуто-Мару» (Kyokuto Maru), «Нічієй-Мару» (Nichiei Maru) та «Кокуйо-Мару» під охороною есмінців «Сімакадзе», «Ікадзучі» та «Оіте».
Загін вийшов із Труку 5 лютого 1944-го. У районі Палау (важливий транспортний хаб на заході Каролінських островів) від нього відокремився «Оіте», що повернувся на Трук. 11 лютого конвой прибув до Давао (південне узбережжя філіппінського острова Мінданао), звідки рушив далі 12 лютого, при цьому зі складу охорони залишився лише «Сімакадзе».
Поблизу Труку, в районі західних Каролінських островів (передусім Палау) та нафтовидобувних регіонів Борнео традиційно діяли американські підводні човни. Втім, цього разу конвой пройшов без інцидентів та 15 лютого 1944-го прибув до Балікпапану.
Можливо також відзначити, що вже 17—18 лютого 1944-го база на Труці буде розгромлена внаслідок потужного рейду ворожого авіаносного з'єднання (тоді ж загине і «Оіте»).